# Прометей (мультфильм)
«Прометей» — рисованный мультипликационный фильм режиссёра Александры Снежко-Блоцкой по мотивам древнегреческих мифов. Последняя работа Снежко-Блоцкой.

## Сюжет
История о титане Прометее, который похитил с Олимпа огонь для людей и был за это сурово наказан своим собственным двоюродным братом царём богов Зевсом: друг Прометея хромоногий бог огня и кузнечного ремесла Гефест вынужден был приковать его к скале в отдалённых горах Востока, и каждый день прилетавший с Олимпа орёл клевал восстанавливающуюся за ночь печень Прометея, выбивая ответ на вопрос, почему он похитил с Олимпа огонь. Ответ Прометея не понимали ни Гефест, ни Олимпийский орел, ни Зевс. Прометей над этим стал смеяться. Зевс казнил Прометея, разрушив молниями его скалу и тем самым низвергнув его в огненную подземную бездну Тартар. Но пытки и казнь Прометея не были напрасными — люди сохранили его священный подарок.

## Отличия от мифа
- Освобождение Прометея в мультфильме не показано, а перенесено в мультфильм «Возвращение с Олимпа».
- В мультфильме Прометей прикован исключительно цепями, в мифе он был ещё прибит железным шипом.

## Создатели
- Автор сценария: Алексей Симуков
- Режиссёр: Александра Снежко-Блоцкая
- Художник-постановщик: Александр Трусов
- Композитор: Виталий Гевиксман
- Оператор: Борис Котов
- Звукооператор: Борис Фильчиков
- Художники-мультипликаторы:
  - Николай Фёдоров
  - Олег Сафронов
  - Виктор Шевков
  - Ольга Орлова
  - Виолетта Колесникова
  - Валентин Кушнерёв
  - Владимир Шевченко
- Редактор: Аркадий Снесарев
- Монтажёр: Маргарита Михеева
- Ассистенты: Алла Горева, Татьяна Лытко, Дмитрий Анпилов, Майя Попова
- Директор картины: Любовь Бутырина
- Роли озвучивали:
  - Алексей Консовский — Прометей
  - Всеволод Ларионов — орёл
  - Анна Каменкова — девушка
  - Евгений Герасимов — юноша
  - Константин Николаев — Гефест
  - Михаил Погоржельский — Зевс

## Рецензии
Широко известен цикл фильмов Александры Снежко-Блоцкой по мифам древней Греции. В содружестве с художником Александром Трусовым они представили зрителям своё видение богов, античных героев, медуз, Минотавра и других до этого времени непривычных для зрителя персонажей. В этом жанре Снежко-Блоцкая тоже стала первооткрывателем и успела снять пять картин: «Возвращение с Олимпа» (1969), «Лабиринт» (1971), «Аргонавты» (1971), «Персей» (1973), «Прометей» (1974).— Сергей Капков